# Jacoba Bosscha

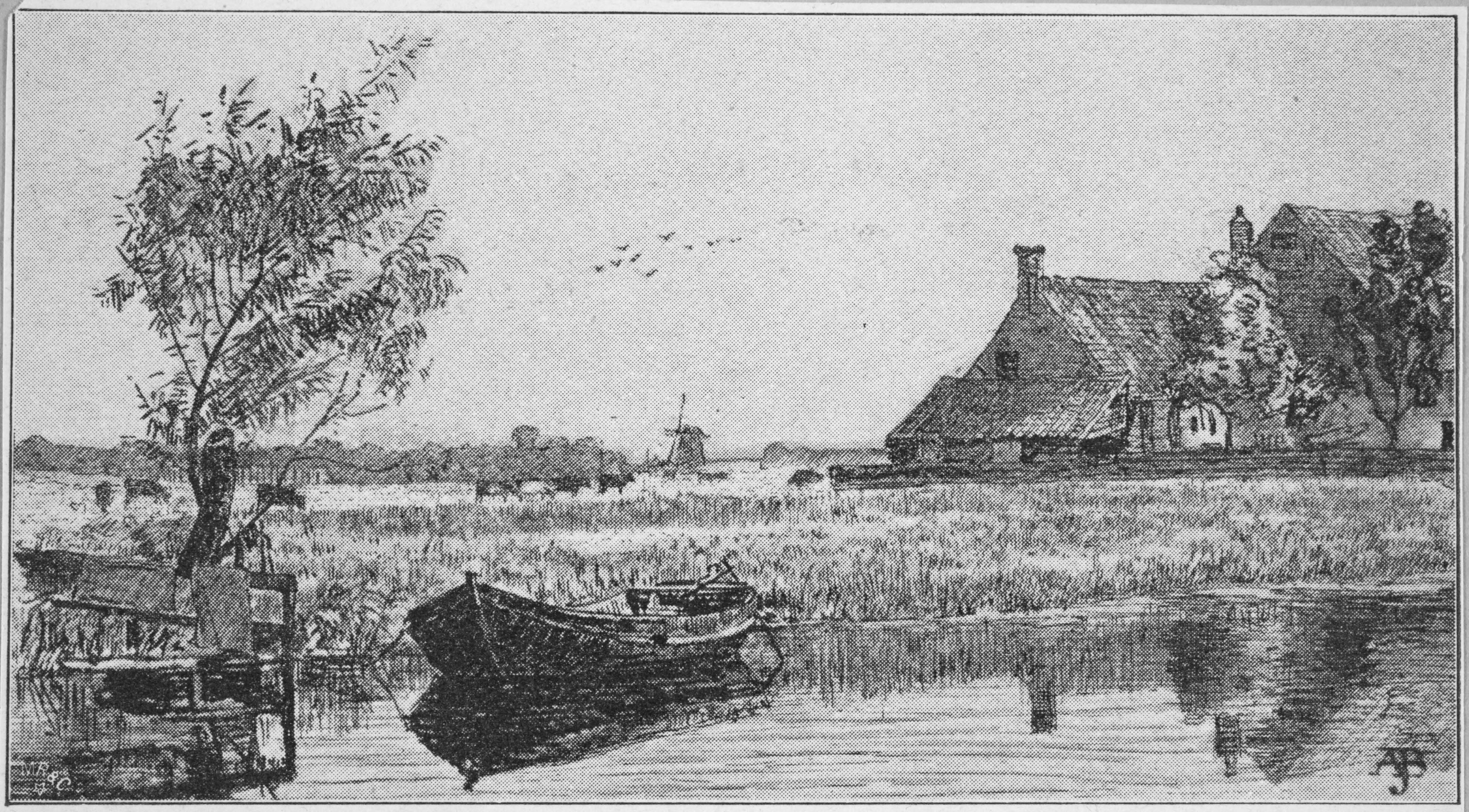
Hollands polderlandschap

Anna Jacoba Bosscha (Leiden 6 november 1858 - Den Haag, 20 mei 1924) was een Nederlandse schilderes, tekenares, illustratrice en ontwerpstper. 
Jacoba was een dochter van hoogleraar theoretische mechanica  Johannes Bosscha en Paulina Emilia Kerkhoven.
Zij woonde en werkte in Leiden (Den Haag), Heemstede, Haarlem en daarna in Den Haag. 
Haar opleiding kreeg ze aan de Akademie van beeldende kunsten in Den Haag. Ze was een leerlinge van Johannes Christiaan d’Arnoud Gerkens en kreeg daarna drie jaar schilderlessen van Ferdinand Oldewelt.
Bosscha schilderde en tekende portretten en stadsgezichten en illustreerde kinderboeken. Ze was lid van Arti et Amicitiae in Amsterdam.
Tentoonstellingen van haar werk waren in Amsterdam (1899), Arnhem (1901) en in het Frans Hals Museum van Haarlem